# Terranuova Bracciolini
Terranuova Bracciolini es una localidad italiana de la provincia de Arezzo , región de Toscana, con 12.172 habitantes.

Ubicación de la ciudad de Terranuova Bracciolini dentro de la provincia de Arezzo.

Fundada en 1337 por la República Florentina, Terranuova ("Bracciolini" fue añadido en 1862, en honor del famoso humanista, el humanista Poggio Bracciolini, que nació aquí) originalmente se llamaba Castel Santa Maria y era una de las tierras amuralladas, construida para defender Valdagno.

## Evolución demográfica
| Gráfica de evolución demográfica de Terranuova Bracciolini entre 1861 y 2001 |
|                                                                              |
| Fuente ISTAT - elaboración gráfica de Wikipedia                              |

## Ciudades hermanadas
- Hausa